# Tátrai Antal
Tátrai Antal (1948. július 15. –) labdarúgó, csatár.

## Pályafutása
1969 és 1973 között a Ferencváros labdarúgója volt. Az élvonalban 1969. május 10-én mutatkozott be az MTK ellen, ahol  csapata 4–3-as győzelmet aratott. Tagja volt az 1972–73-as idényben az ezüst- és az 1967-es idényben a bronzérmes csapatnak. Az élvonalban hét mérkőzésen szerepelt és három gólt szerzett.

## Sikerei, díjai
- Magyar bajnokság
  - 2.: 1972–73
  - 3.: 1969